# 1290年代
| 千纪： | 2千纪                                                                                            |
| 世纪： | 12世纪 \| 13世纪 \| 14世纪                                                                       |
| 年代： | 1260年代 \| 1270年代 \| 1280年代 \| 1290年代 \| 1300年代 \| 1310年代 \| 1320年代                 |
| 年份： | 1290年 \| 1291年 \| 1292年 \| 1293年 \| 1294年 \| 1295年 \| 1296年 \| 1297年 \| 1298年 \| 1299年 |

## 大事记
- 1291年—1292年，元朝入侵爪哇。
- 1293年，元朝京杭大运河开通。
- 1295年，英格兰召开模範议会。
- 1296年，愛德華一世兼蘇格蘭國王。
- 1299年，奥斯曼帝国建立。

## 出生
- 腓力六世，外號幸運者（1293年-1359年），法蘭西王國國王、瓦盧瓦伯爵、安茹伯爵。

## 逝世
- 桑哥（1290年）
- 元世祖（1294年）